# 川島茉樹代
川島 茉樹代（かわしま まきよ、1984年6月12日 - ）は、神奈川県横浜市出身のタレント。日本人と台湾人のハーフであり、日本、台湾等で活動している。台北日本人学校在学中の1999年にパナソニックの携帯電話のCMに出演し注目された。ミニスカートをはいたギャル系のファッションで人気となっており、2009年には台湾の日刊紙「蘋果日報」で10大美乳女王に選ばれた。
2011年8月、7年ぶりに出したアルバム「夜電 Girls Power」は2万枚以上のセールスを記録した。

## 来歴
- 2022年5月20日、3歳年下の男性と交際半年で結婚[5][6]。
- 2022年10月29日、長男が誕生[7]。
- 2023年7月14日、性格の不一致などを理由に離婚した[8]。

## 家庭
日本人の父と台湾人の母を持つハーフ。10歳まで日本で育った。川島は2009年に台湾の週刊誌《壹週刊》のインタビューに対して「父は日本の暴力団関係者、母の3度目の夫。私の中にもヤクザの血が流れている。両親とも気性が激しいので、私もそんな性格を引き継いでいる。」と自分の複雑な家庭状況を告白したことがある。2012年、川島の母はマスコミに対して夫からのDV被害と小さい頃の茉樹代への悪影響を打ち明けた。

## 活動履歴

### 日本の番組
- 2007年- BS日テレ「C-POP World 恋しチャイナ!」（Makiyo's Kitchen）
- 2009年- BS日テレ「C-POP World 恋しチャイナ!」（MAKIYO'S STAR SALON）

### 国外の番組
- 2001年- 華視「TV三賊客」（台湾最高視聴率番組）
- 2002年- 華視「亞洲電玩ASIAGAME」
- 2002年～ 東風「FUN什麼東西」

### ディスコグラフィ
2000年
- アルバム「Makiyo」

2001年
- アルバム「天天説愛我」

2002年
- アルバム「再見17歳」

2003年
- シングル「Sign of Wish」
（B面曲「風の吹く場所」テレビ東京系列アニメ「爆転シュート ベイブレード Gレボリューション」第2期エンディングテーマ）
（A面曲「Sign of Wish」テレビ東京系列アニメ「爆転シュート ベイブレード Gレボリューション」第3期エンディングテーマ）
- シングル「NEGAI」
（バンプレスト「スーパーロボット大戦Scramble Commander」CMソング）

2004年
- CDシングル「桜咲くまで」
（TBS系列ドラマ30「桜咲くまで」主題歌）
- アルバム「garden」

2011年
- アルバム「夜電 Girls Power」

### CM
- 1999年 Panasonic「携帯電話 GD90」
- 2000年 Panasonic「携帯電話 GD92」
- 2001年 比菲多
- 2002年 台湾森永製菓「ハイチュウ」
- 2002年 維力食品「輕一下泡麺」
- 2003年 台湾森永製菓「ハイチュウ」
- 2003年 バンプレスト「スーパーロボット大戦Scramble Commander」

## タクシー同乗者による暴行事件
2012年2月3日未明、台湾にて沖縄県出身の日本人男性友寄隆輝、台湾人タレント2名と同乗したタクシーで、シートベルト着用を求められたことをきっかけに台湾人運転手との間にトラブルを生じ、同乗者の日本人男性が運転手に暴行を加えて、一時は重体となる重傷を負わせた。この事件は聯合報、自由時報、中国時報、蘋果日報などで一面で扱われるなど、大きく報じられ、台湾における親日感情への影響も懸念される事態となっている。
2月4日の謝罪会見で川島は「胸を触られた」と発言していたが、Facebookに「反Makiyo団」というアカウントが作成され、批判が殺到、2月5日までに加入者は16万人を越えた。
その後2月7日の会見で「胸を触られた」という発言は嘘であったことを認めた。この事件については中国国民党中央常務委員会でも話題となり、馬英九総統も真相解明を指示した。また台湾の芸能界で大きな影響力を持つ白冰冰、呉宗憲も激しく彼女を非難した。
2月11日までに同乗の男性、川島の2名が起訴され、男性に対して懲役6年、川島に対して懲役4年の求刑がなされた。2月21日には被害者への見舞いをドタキャンした。3月5日、台湾での就労許可証が剥奪されたことが明らかになった。3月15日、被害者と300万台湾ドル（約850万円）で和解したことが明らかになり、男性への求刑が2年、川島への求刑が1年4ヶ月に軽減された。4月26日、男性には懲役1年、執行猶予4年、川島には懲役10ヶ月、執行猶予3年の判決が出された。
約1年の活動休止を経て、2013年1月18日に芸能活動を再開。
しかし、2014年10月21日に禁酒の誓いを破って飲酒し、再び泥酔してタクシーに乗り込む姿がキャッチされた。「禁酒の誓い」を破ったことについてMakiyoは、「友人のおめでたい席なので酒を口にした」と弁明している。